# Cá thái dương
Cá thái dương hay cá mola (Mola mola; danh pháp cũ là Tetraodon mola) là một loài cá thuộc họ Cá mặt trăng trong bộ Cá nóc. Đây là một loài cá biển cỡ lớn có màu sắc sặc sỡ và thân ngắn sống ngoài đại dương, thường lặn xuống dưới vùng nước sâu, nơi nhiệt độ rất thấp. Cá thái dương sống ở tầng mặt, tự sưởi não và mắt ấm hơn so với nhiệt độ nước biển nơi chúng sống. Theo tiếng Pháp, tiếng Tây Ban Nha, tiếng Bồ Đào Nha, tiếng Ý, tiếng Hà Lan, tiếng Nga... thì loài cá này có tên là "cá mặt trăng", trong khi tên tiếng Anh của chúng là "ocean sunfish" nghĩa là "cá thái dương". Chúng được đặt tên là cá thái dương bởi người ta tin chúng tắm nắng trên mặt biển vì thường thấy chúng bơi ì ạch sát mặt nước.

## Đặc điểm sinh học
Đặc điểm chung của cá là cá có hình thù kỳ dị, chúng có thân hình bầu dục tròn, phân bố chủ yếu ở vùng nhiệt đới, cá da trơn mình dẹt, đuôi ngắn, đầu tròn, mắt lớn, miệng nhỏ, miệng khá nhỏ so với kích thước toàn thân, hai vây ngắn. Hầu hết thời gian cá thái dương để cho cả khối thân mình đồ sộ trôi tự do theo các dòng nước. Những con trưởng thành thích trôi nghiêng một bên.

### Hình dáng cơ thể
Cá thái dương có thân hình bầu dục tròn, rất dẹp bên, chiều dài của thân có thể đạt tới từ 3,5- 5,5m, nặng 1400 kg đến 1700 kg (Andriaxep, 1954), tuy vậy trông xa thì thấy thân hình ngắn, trông gần giống với hình trái xoan hay hình tròn, nhìn từ xa trông giống cái đầu to. Dù thân hình to lớn nhưng với cấu trúc cơ thể cụt ngủn nên cá thái dương bơi yếu ớt.
Vây lưng và vây hậu môn ngắn nhưng rất cao, nằm gần cuối thân mình và gần như đối xứng nhau. (phía trên và phía dưới). Vây ngực (ức) nhỏ, hình tròn, vây đuôi thấp nhưng dài, bao quanh cả phía sau thân, trông như một dải hẹp, ít có tác dụng bơi lội. Mép ngoài của vây chỉ hơi lượn sóng. Da cá thô, mỏng, không phủ vảy và không có đường bên nhưng nhám và dai, bên trên thân mình có màu xám hay nâu, bên dưới có màu nhạt hơn.
Cá thái dương không có một cái đầu thực sự. Mặt cá và khe mang nhỏ, đặc biệt là miệng cá rất nhỏ. Tuy to lớn nhưng miệng chúng lại rất nhỏ, mỗi hàm có hai răng dính nhau làm thành một cái mỏ. Với cái miệng đặc biệt như vậy nên chúng không thể nuốt mồi to mà chỉ chuyên ăn giáp xác nhỏ và các phiêu sinh vật khác. Thức ăn chủ yếu của cá là các loại rong, thủy mẫu, động vật giáp xác phù du, ấu trùng cá chình..v.v.
Dù thân hình to lớn nhưng với cấu trúc cơ thể cụt ngủn nên cá thái dương bơi yếu ớt; hầu hết thời gian, chúng chỉ để cho cả khối thân mình đồ sộ trôi tự do theo các dòng nước. Những con trưởng thành thích trôi nghiêng một bên. Nhiều khi các dòng hải lưu đưa chúng từ vùng nhiệt đới sang hẳn vùng ôn đới. Chúng được đặt tên là "cá mặt trời/cá thái dương" bởi người ta tin rằng chúng "tắm nắng" trên mặt biển vì thường thấy chúng hay bơi ì ạch sát mặt nước.

### Cấu trúc đặc biệt
Do cá thái dương ở vùng nước sâu nên nhiệt độ thấp ở đây có thể ảnh hưởng đến các chức năng thần kinh và thị giác của cá, vì vậy một số nhóm cá đã tiến hóa một cách độc lập với khả năng tự sưởi ấm mắt và não để hạn chế tác động kể trên, một số nghiên cứu chỉ ra rằng, các mô cơ nằm phía sau mắt cá thái dương thường có nhiệt độ cao hơn 2,1 độ C so với các mô cơ thông thường – nhưng một số trường hợp lên đến 6 độ C, điều đó cho thấy cá thái dương đã tiến hóa một số chức năng cho phép tạo ra nhiệt và ngăn nó thất thoát ra môi trường nước lạnh xung quanh. Chức năng đặc biệt này được các nhà khoa học gọi là "nội nhiệt hộp sọ" (cranial endothermy).
Gốc của cặp cơ hoành của cá được cho là nơi phát ra nhiệt. Cơ này là cơ lớn nhất, nằm kế bên não và dây thần kinh thị giác và cách não một lớp xương mỏng. Gốc cơ hoành có màu đỏ bầm và là nơi xảy ra nhiều phản ứng tổng hợp citrat, làm phát sinh nhiệt lượng, hơn so với tất cả các loại cơ ngoài khác. Các cơ của cá được bọc bằng một lớp mỡ mỏng để cách nhiệt với nước lạnh trong khe mang, và một mạng lưới động tĩnh mạch bên trong tạo ra một "bộ truyền - dẫn nhiệt" mà mọi người cho rằng nó giúp cá thái dương duy trì nhiệt độ cao ở hộp sọ.

## Sinh sản
Cá thái dương là một trong những loài cá đẻ nhiều trứng nhất trong các loài cá ở đại dương,Dù cá thái dương chỉ mang thai trong 3 tuần, nhưng có thể đẻ mỗi lần khoảng 300 triệu trứng. Trứng của loài cá này trôi lơ lửng theo các dòng hải lưu. Lúc còn nhỏ cũng bơi bình thường như những loại cá khác, cho đến khi trưởng thành chúng mới bắt đầu lười biếng chỉ thích trôi nghiêng theo các dòng hải lưu.

## Phân bố
Loài này có phân bố rộng trên toàn thế giới, trong vùng nhiệt đới và các vùng biển ấm, nhưng cá thái dương phân bố chủ yếu ở các vùng biển nhiệt đới. Về mùa nóng có thể đến vùng ôn đới, thậm chí đến cả hàn đới cả phía bắc và phía Nam xích đạo. Những ngày có thời tiết tốt và ít sóng gió chúng thường nổi lên để hở một phần thân và vây lưng khỏi mặt nước để bắt động vật phù du. Khi có mưa to, gió lớn hoặc lúc đuổi mồi, chúng lật ngang thân trong nước dùng vây lưng và vây hậu môn bới rất nhanh.
Hầu hết cuộc đời cá thái dương sống cách xa đất liền, cá thái dương khi còn nhỏ cũng bơi bình thường như những loại cá khác, mãi cho đến khi trưởng thành, chúng chỉ thích trôi nghiêng theo các dòng hải lưu. Những con nhỏ thì tụ họp lại thành đàn, nhưng khi đã to lớn, chúng chỉ thích sống một mình, trôi phiêu du đi khắp các đại dương.
Cá thái dương hiếm khi xuất hiện ở vùng biển Việt Nam tuy thỉnh thoảng có mặt ở vịnh Bắc Bộ vùng Bạch Long Vĩ. Ngư dân ở Nghệ An cũng từng bắt được, có con nặng 120 kg và dài hơn 1,5 mét. Cá thái dương lớn nhất ghi nhận bắt được cho đến nay lên đến 400 kg. Tháng Năm 2018 ngư dân Huế bắt được một con dài 1 mét, nặng 32 kg cách bờ biển 40 hải lý.
Việt Nam liệt danh cá thái dương là loài cá quý hiếm, có tên trong sách đỏ và là loài cần được bảo vệ cấp thiết; luật cấm hoàn toàn các hoạt động đánh bắt, khai thác dưới mọi hình thức.

## Giá trị sử dụng

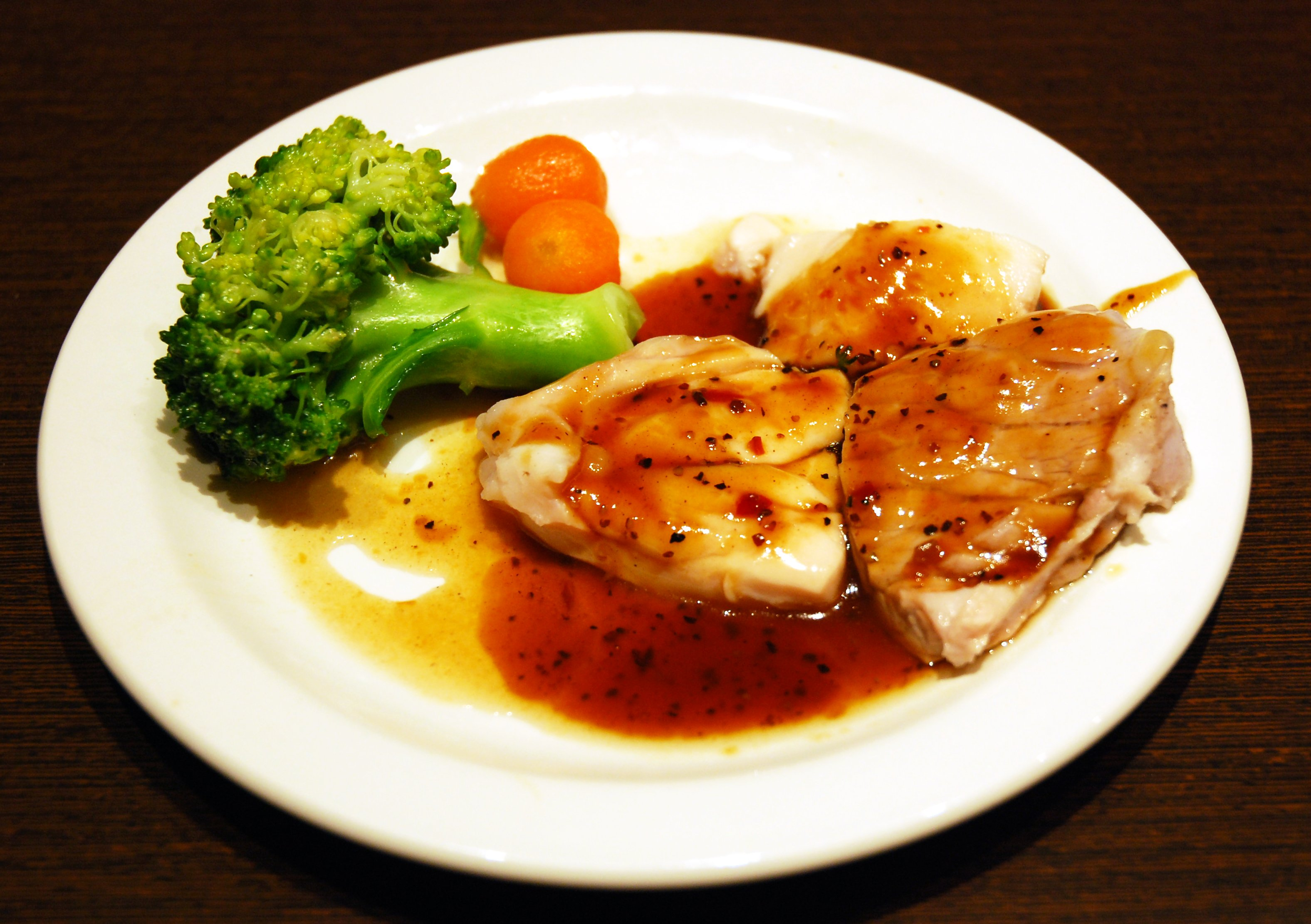
Một món ăn từ thịt cá thái dương

Cá thái dương thuộc vào loại cá nổi đại dương, phân bố rộng. Trong vùng biển Việt Nam mới đây đã phát hiện vài lần ở Vịnh Bắc bộ. vào năm 2012 ngư dân xã Quỳnh Lập và xã Quỳnh Long huyện Quỳnh Lưu, Nghệ An, đã đánh bắt được một con cá có hình dáng lạ. Một số ý kiến khẳng định đó là cá thái dương, hiện con cá thái dương này đã được đưa về Bảo tàng Thiên nhiên Việt Nam phục vụ cho công tác nghiên cứu.
Loài này có thân hình lớn nên có ý nghĩa kinh tế dễ bị phát hiện và bị sắn bắt. Do hình dạng độc đáo và ít gặp nên cá thái dương cũng là hiện vật qúy và hấp dẫn trong các bảo tàng động vật biển. Trong vùng biển Việt Nam mới chỉ phát hiện một lần, chưa rõ số lượng ngoài tự nhiên. Mức đe dọa: Bậc R.

## Hình ảnh

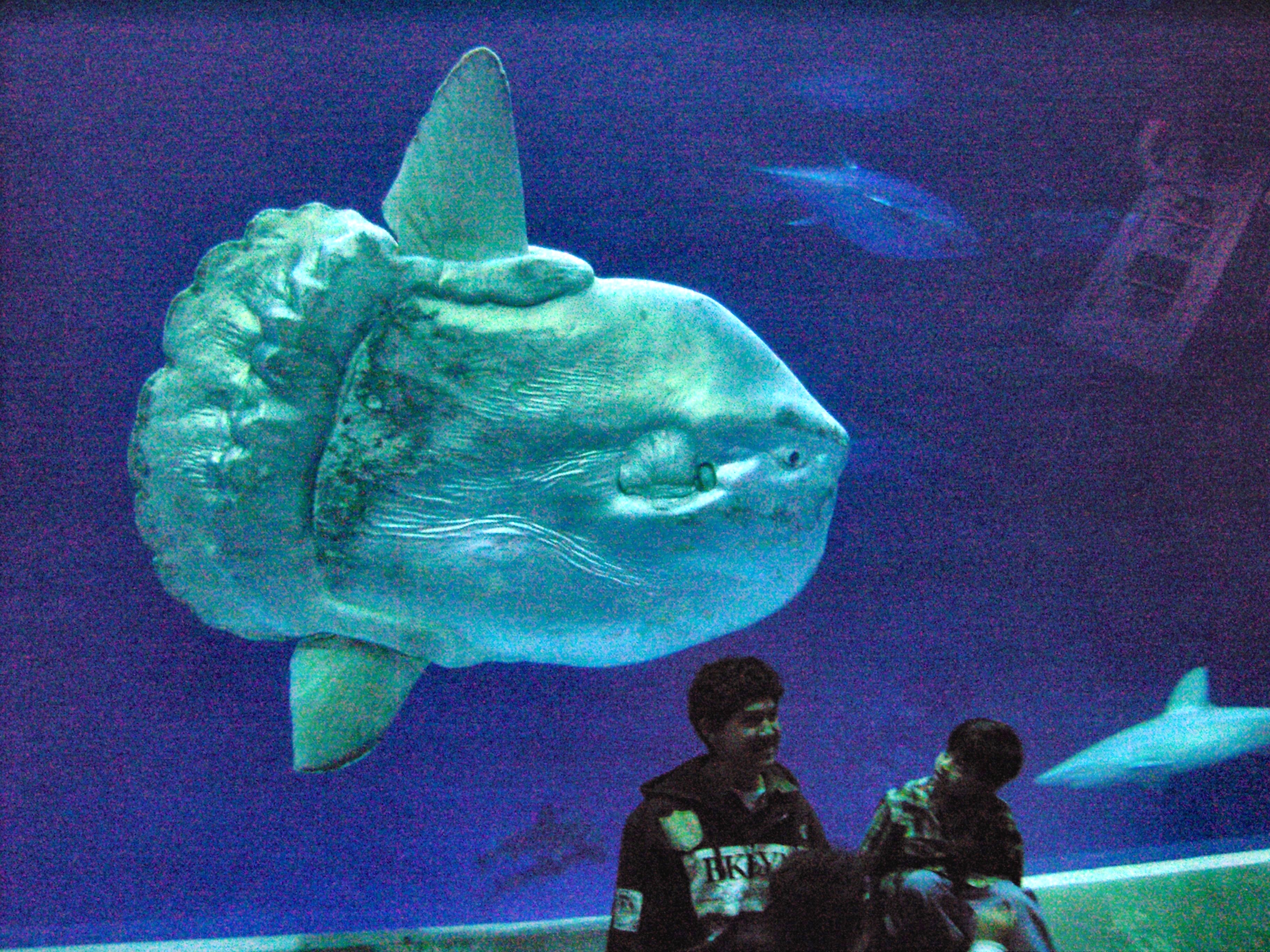
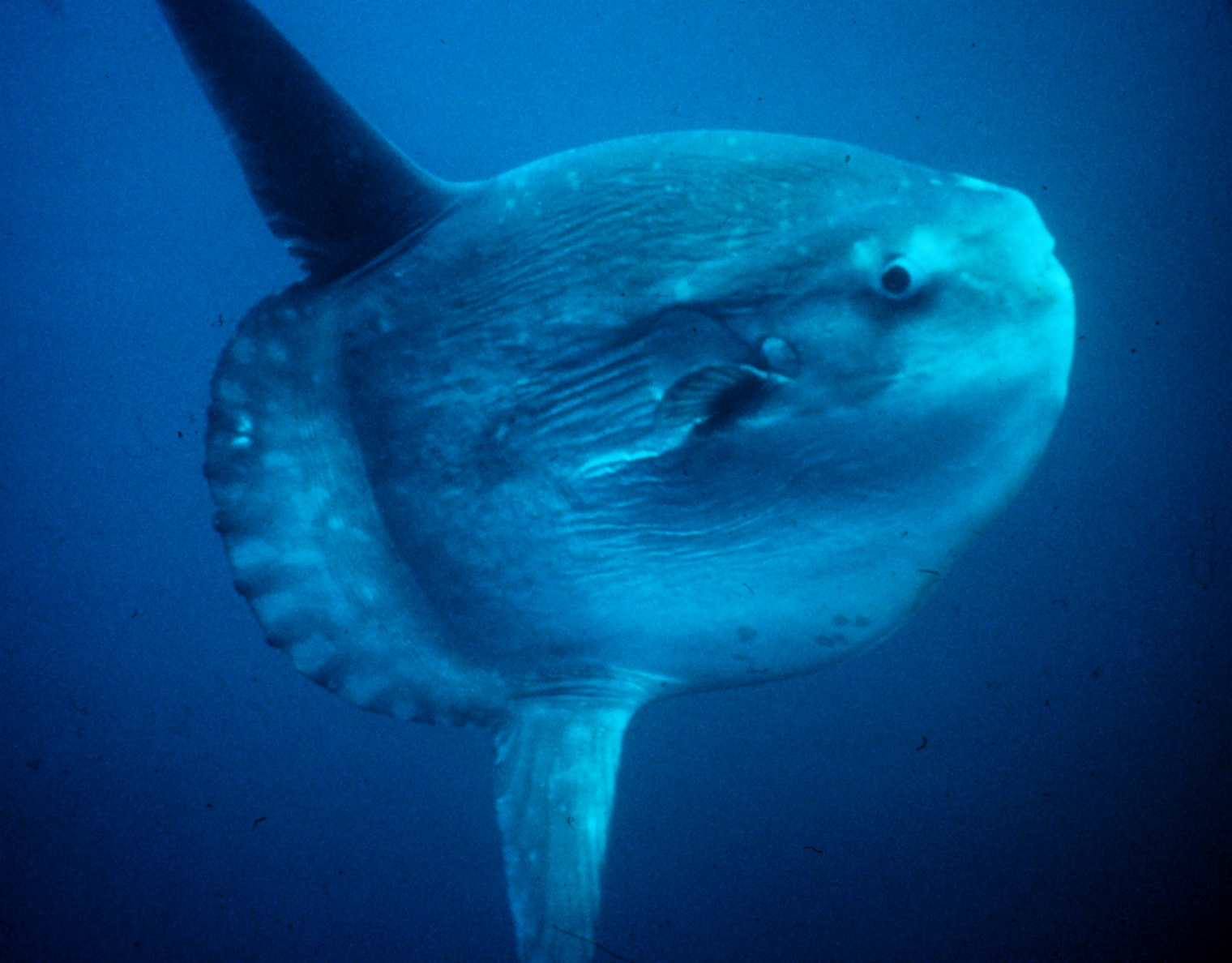
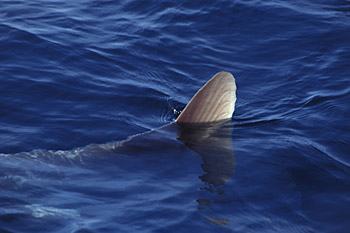
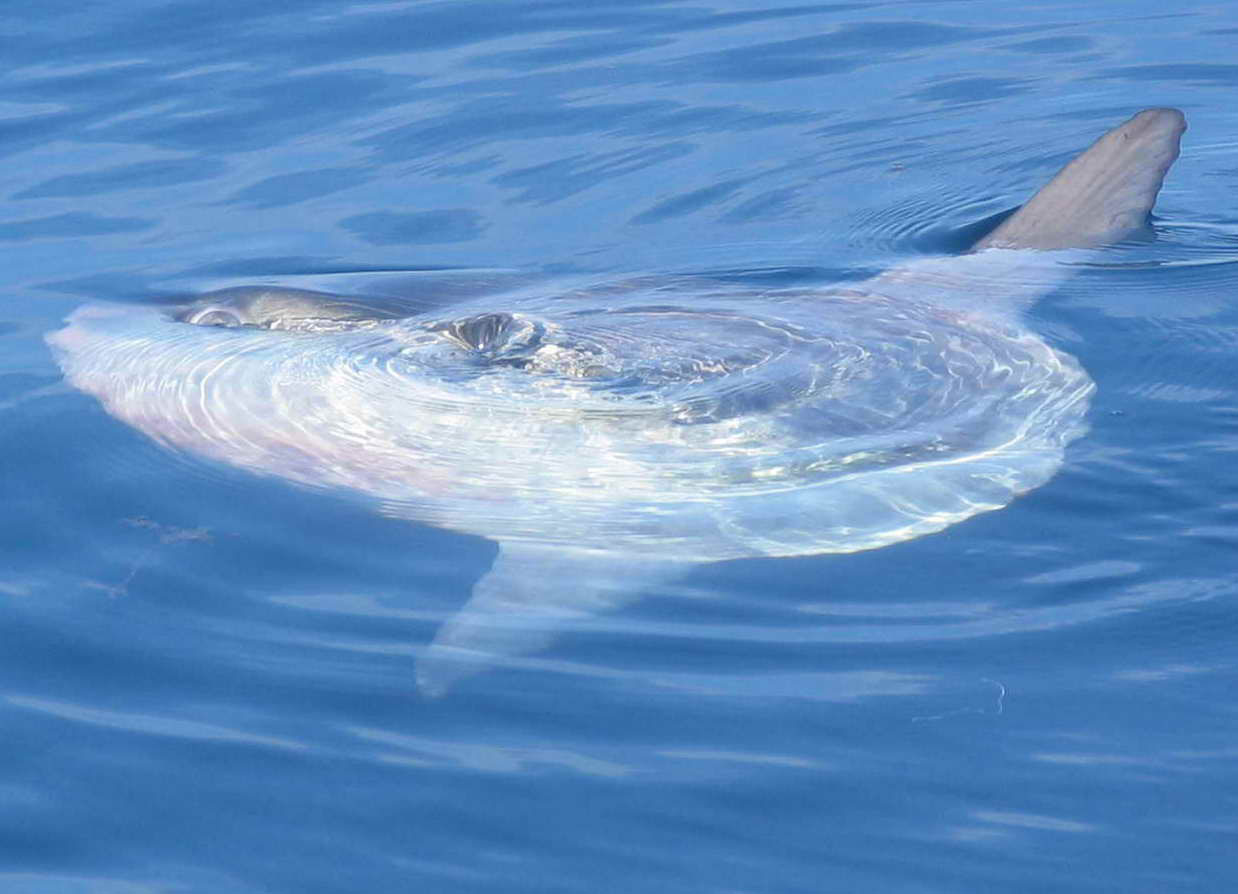